# Brossac
Brossac é uma comuna francesa na região administrativa da Nova Aquitânia, no departamento de Charente. Estende-se por uma área de 21,84 km². Em 2010 a comuna tinha 483 habitantes (densidade: 22,1 hab./km²).